# Argus (stripfiguur)

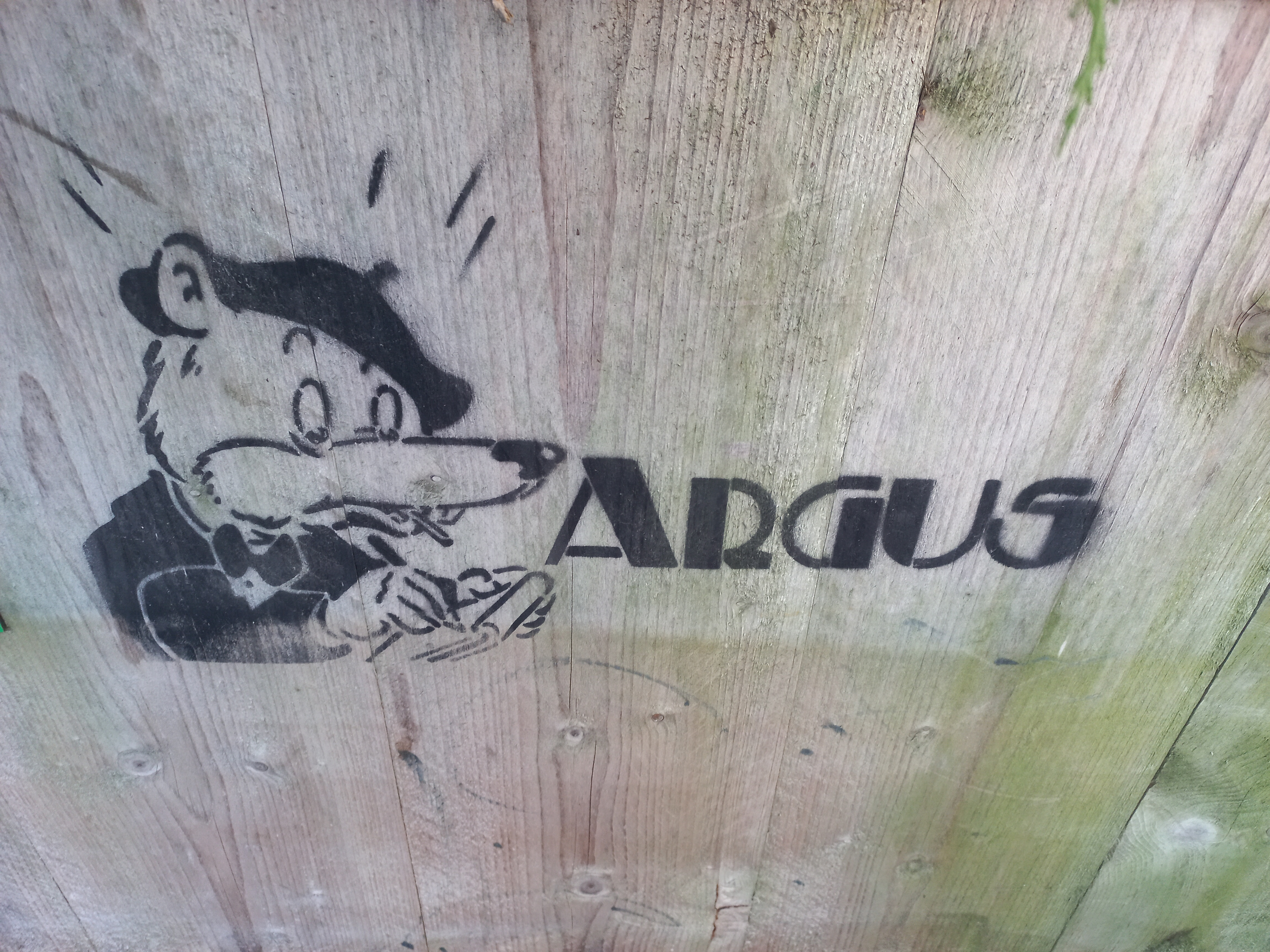
Argus als print op een bloembak aan de Eerste Sweelinckstraat, Amsterdam (februari 2023)

Argus is een stripfiguur uit de Nederlandse stripreeks de Bommelsaga, geschreven en getekend door Marten Toonder. Hij is een journalist, die aanvankelijk alleen schrijft onder de naam Argus in de Rommelbode. Hij is immer getooid met een alpinopet.
Argus is een antropomorfe rat. 

## Personage
Argus maakte zijn debuut in het verhaal Het monster van Loch Ness uit 1947/48 als een riooljournalist, vandaar wellicht zijn rat-uiterlijk. Hij wordt er vaak aangeduid als: de journalist die zich Argus noemde. Argus, genoemd naar de mythologische reus met honderd ogen Argus Panoptes, vertegenwoordigt de Rommeldamse media, als verslaggever voor alle bekende Rommeldamse kranten: de Rommelbode, de Rommeldammer en de Rommeldamse Courant. Zijn werkgever is de krantenmagnaat O. Fanth Mzn, met wie hij regelmatig op gespannen voet staat. Argus is altijd uit op nieuwtjes die uiteenvallen in een aantal categorieën, met name het voorpaginanieuws en de cursiefjes. Ook voor riooljournalistiek trekt hij zijn neus niet op. In De aamnaak schrijft Argus horoscopen voor de Almanak van Super en Hieper en blijkt dat zijn naam een pseudoniem is voor Kwerulijn Hakstroo. Ook in De volvetters trekt hij met deze twee zakenlieden op als tekstschrijver voor slinkers.
Alexander Pieps is een neef van Argus.

## Trivia
In de film Als je begrijpt wat ik bedoel wordt de stem van journalist Argus vertolkt door Arnold Gelderman.
Het tweewekelijks verschijnende, papieren periodiek Argus, geschreven door oud-journalisten, is naar deze journalist of naar Argus Panoptes genoemd.
In het Amsterdamse Postzegelpark aan de Nieuwezijds Voorburgwal - waar in het verleden diverse kranten kun kantoren hadden - staat een bronzen standbeeld van Argus.